# Grease (sång)

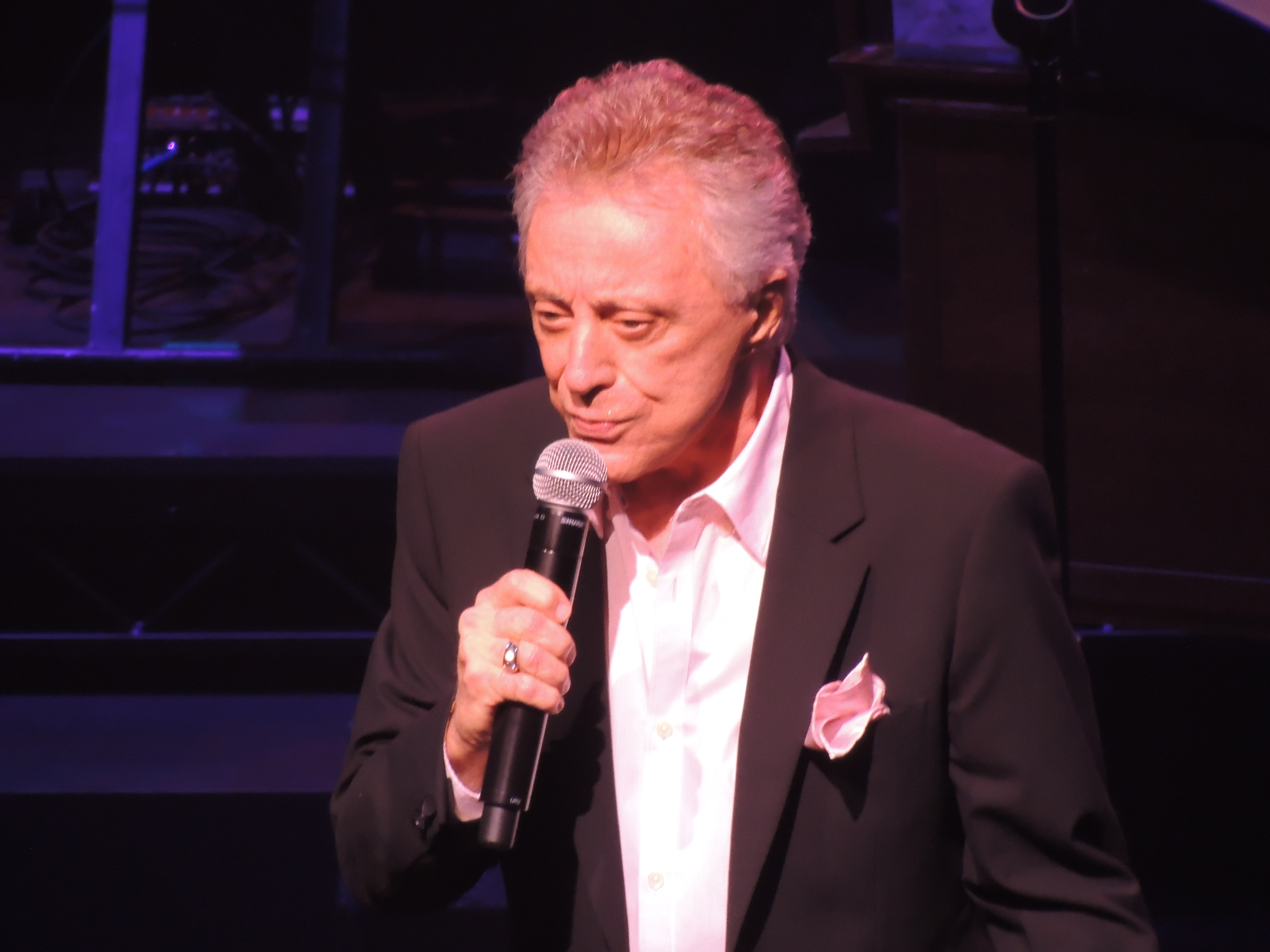
Låten är framförd av Frankie Valli

Grease är en låt från 1978 som samtidigt är titelmelodi till filmen Grease. Låten är en låt skriven av Frankie Valli och blev en större hitlåt. Låten är skriven av Barry Gibb och har ingen koppling till musikalen Grease från 1971 och producerades enbart för filmen fån 1978.